# Sint-Michielskerk (Cluj-Napoca)

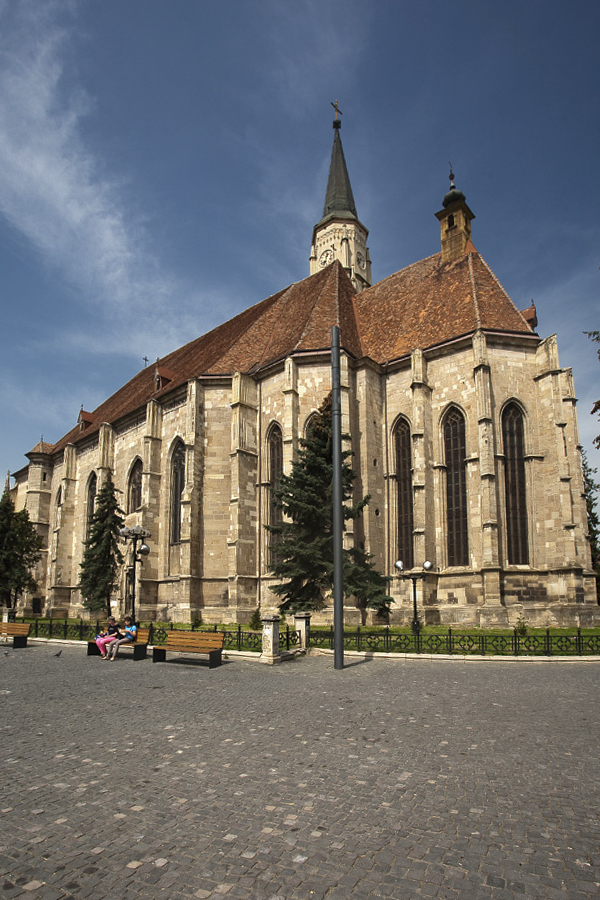
De Sint-Michielskerk in Cluj-Napoca

De Sint-Michielskerk (Roemeens: Biserica Sfântul Mihail, Hongaars: Szent Mihály-templom) is een rooms-katholieke kerk in gotische stijl. Het gebouw staat op de Piața Unirii in de Roemeense stad Cluj-Napoca.
Na de Zwarte Kerk in Brașov is het de grootste kerk in Zevenburgen. De naaf is 50 meter lang en 24 meter breed; de apsis meet 20 × 10 meter. De toren is 76 meter hoog (80 meter inclusief het kruis) en is daarmee de hoogste in heel Zevenburgen. Het westportaal is versierd met de drie wapenschilden van keizer Sigismund: die als koning van Hongarije, koning van Bohemen en keizer van het Heilige Roomse Rijk.

## Geschiedenis
De kerk werd waarschijnlijk gebouwd in plaats van van de Sint-Jacobskapel, voornamelijk met het geld van de burgers van Cluj, deels uit de inkomsten van aflatenverkoop. Een document uit 1349, ondertekend door de aartsbisschop van Avignon en vijftien andere bisschoppen verleent aflaten aan al wie bijdraagt aan de decoratie en bemeubeling van de Sint-Michielskerk. Het oudste deel van de kerk is het altaar, dat in 1390 werd ingehuldigd. Tussen 1442 en 1447 werd de kerk afgewerkt. De huidige toren werd opgericht in 1862 in neogotische stijl, maar een voorgaande toren werd gebouwd tussen 1511 en 1545.
Tussen 1545 en 1566 was het een protestantse kerk, waarna de kerk werd overgenomen door de unitariërs tot 1716. Daarna werd de kerk gedurende de contrareformatie in beslag genomen door de Kerk met de steun van het Habsburgse bewind.

## Historische gebeurtenissen in de Sint-Michielskerk

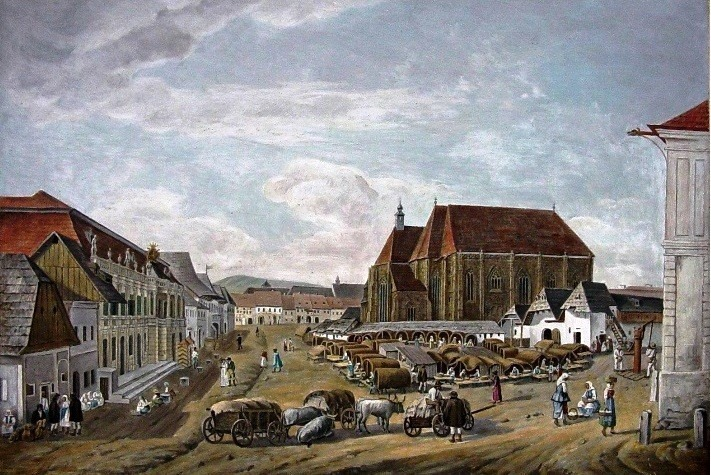
De Sint-Michielskerk in 1840

- 26 juli 1551: de Hongaarse koningin Isabella schenkt de Hongaarse kroon aan generaal Castaldo, de gezant van keizer Ferdinand en doet hierbij afstand van Hongarije en Zevenburgen;
- 23 oktober 1556: koningin Isabella keert terug en neemt de heerschappij over Zevenburgen terug op, in naam van haar zoontje Johan II Sigismund Zápolya;
- 27 maart 1601: derde investituur van Sigismund Báthory als vorst van Zevenburgen;
- 12 februari 1607: verkiezing van Sigismund Rákóczi tot vorst van Zevenburgen;
- 7 maart 1608: verkiezing van Gabriël Báthory tot vorst van Zevenburgen;
- 13 oktober 1613: verkiezing van Gabriël Bethlen tot vorst van Zevenburgen;
- 18 mei 1944: toespraak van Áron Márton, de rooms-katholieke bisschop in Transsylvanië, waarin deze de deportatie van de joden streng veroordeelt.

## Galerij

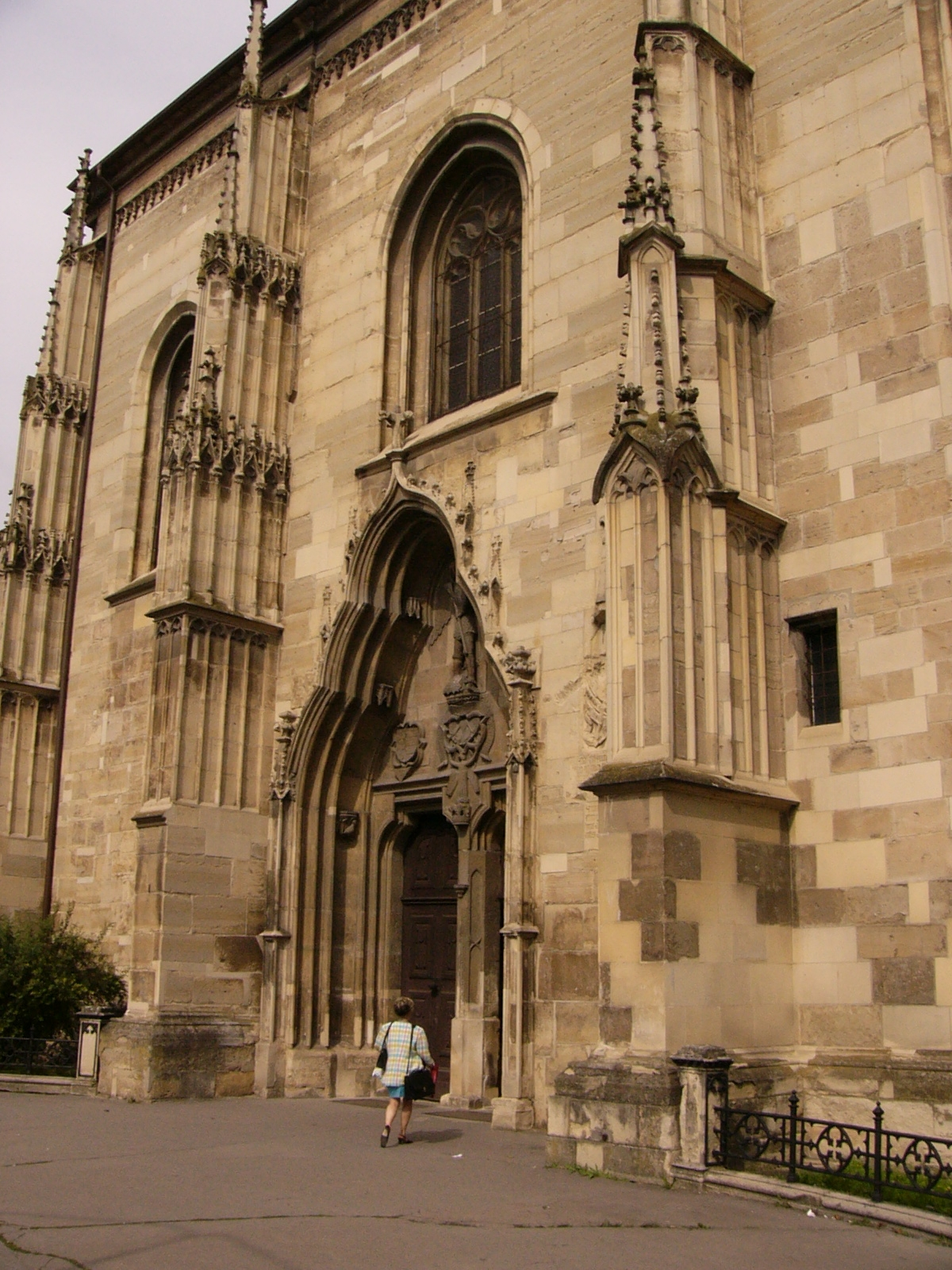
Ingang
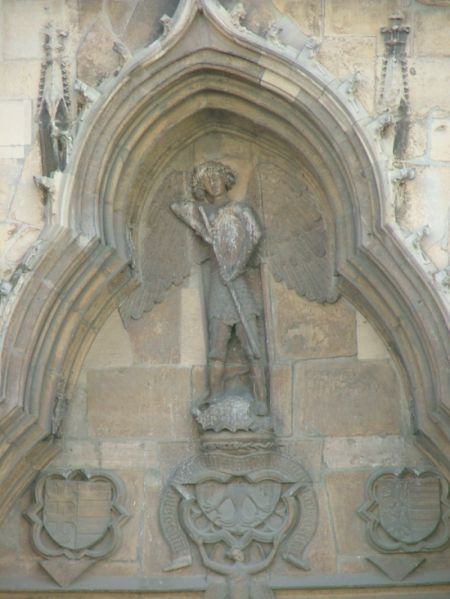
De drie wapenschilden van keizer Sigismund
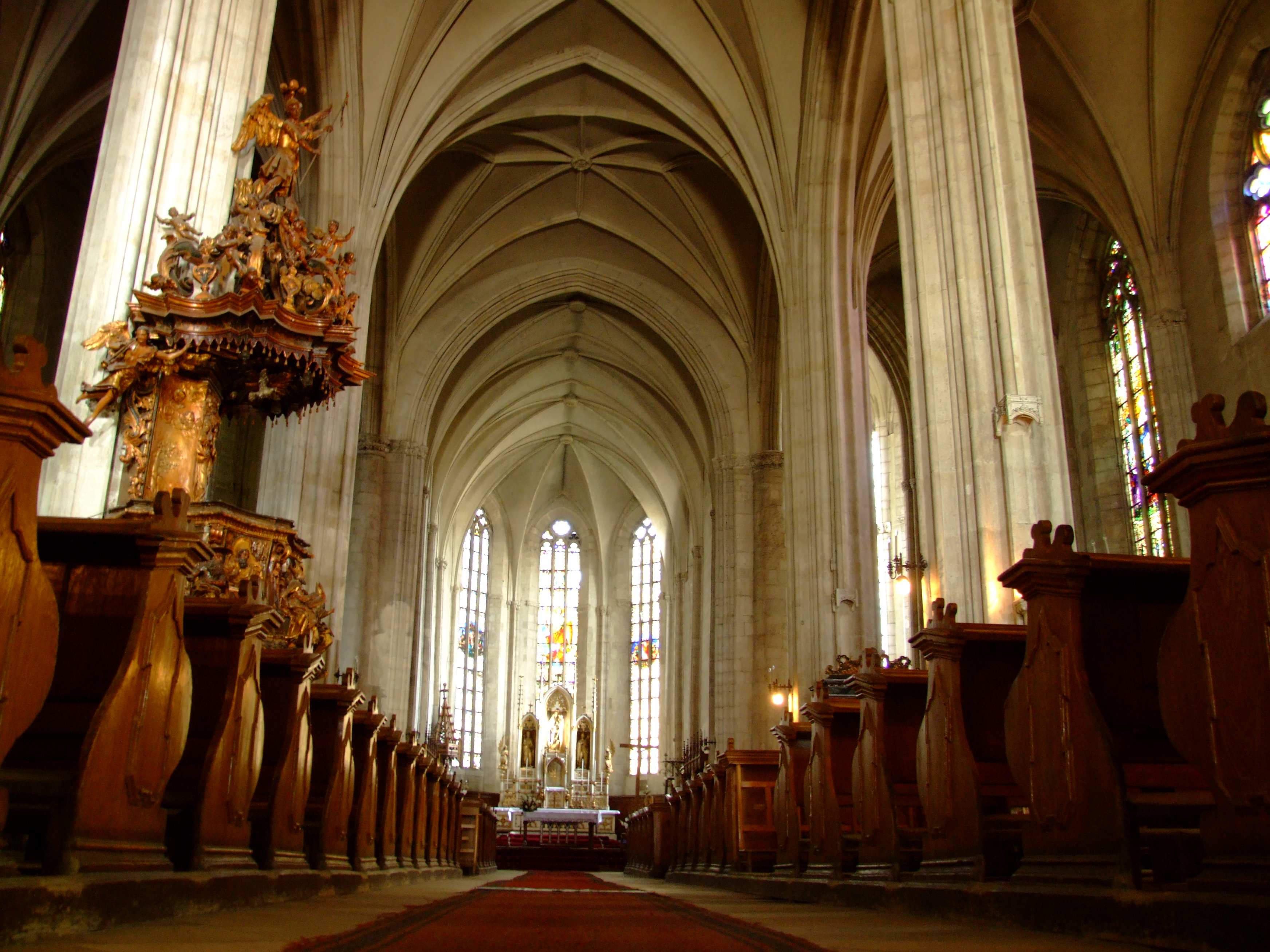
Binnenkant
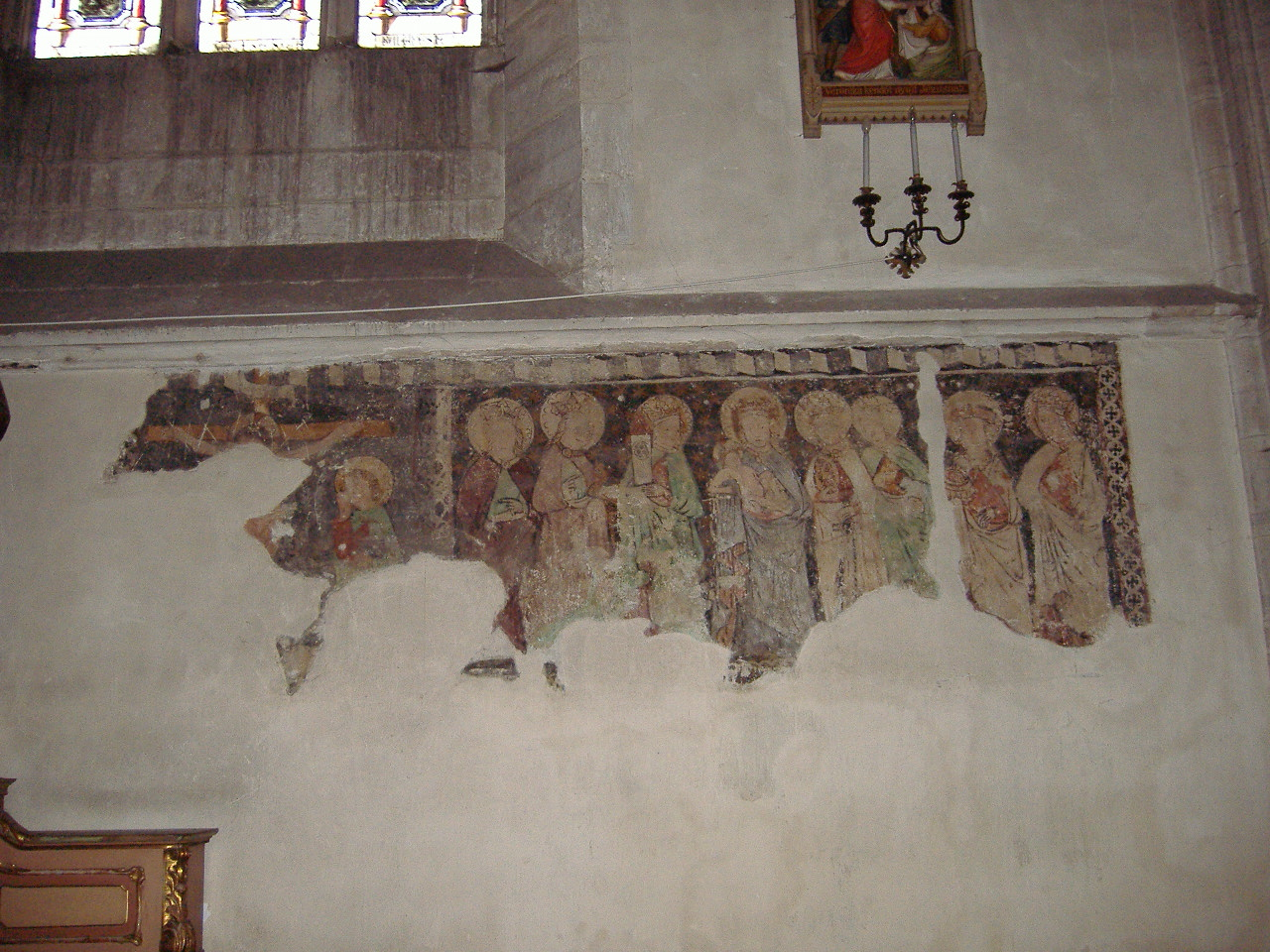
Restanten van fresco's
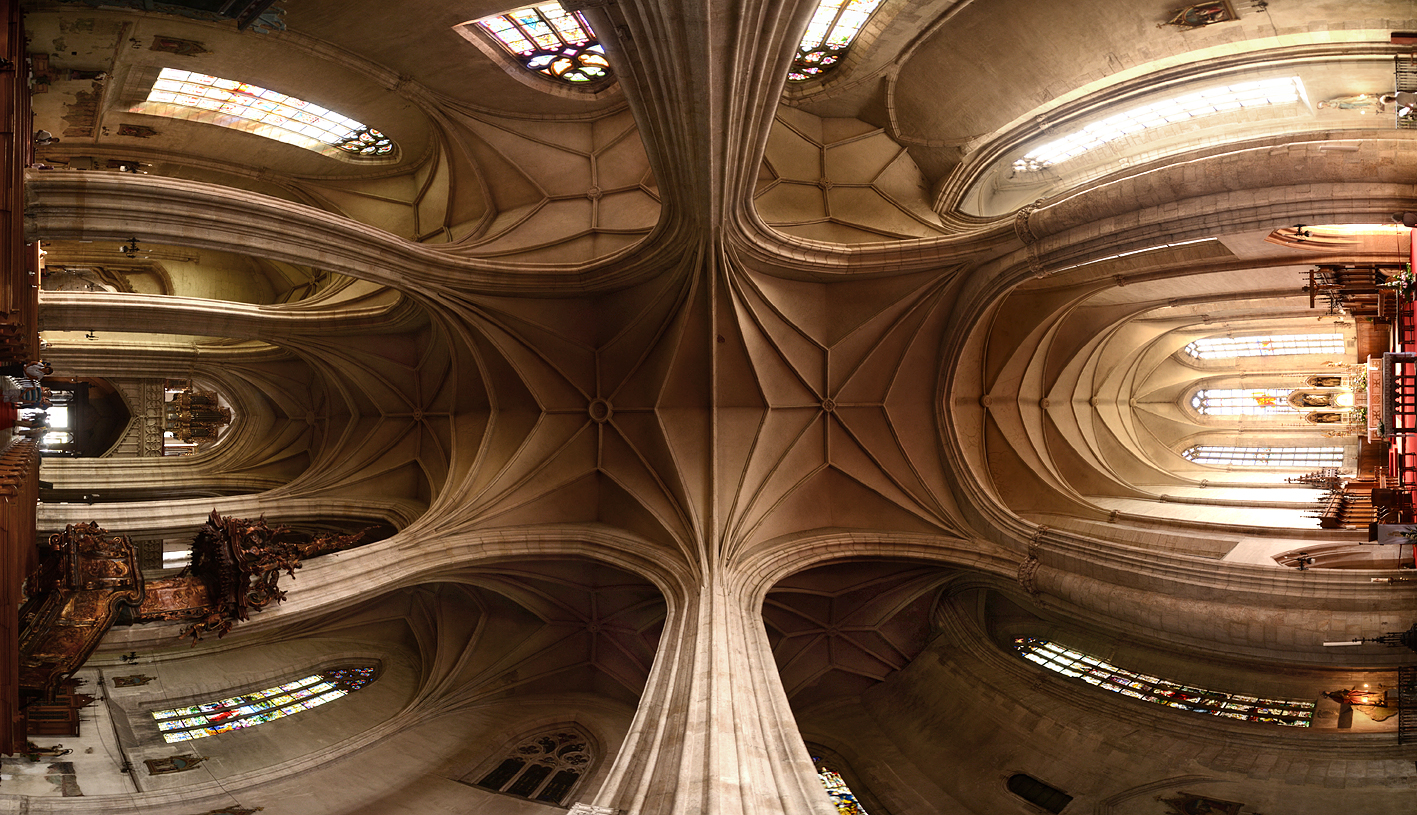
Gewelf